# Orde van de Beide Siciliën

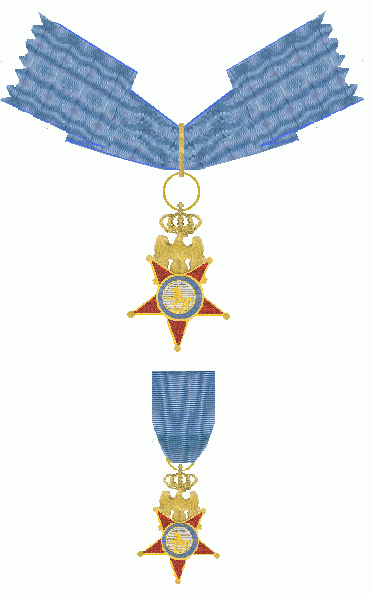
Commendeurs- en ridderkruis

De Orde van de Beide Siciliën (Italiaans: "L'Ordine reale delle Due Sicilie" of "Reale ordine delle Due Sicilie") werd op 24 februari 1808 door Jozef Napoleon Bonaparte, Koning van Napels, de oudere broer van Keizer Napoleon I en door de Franse keizer als satellietvorst in Napels geïnstalleerd, ingesteld. De orde telde drie graden en werd zeer veel verleend. Napoleon I was Grootkruis en zijn door de Pruisen buitgemaakte versierselen kwamen na de Tweede Wereldoorlog in Moskou terecht. Ook Koning Lodewijk Napoleon van Holland was Grootkruis.
Jozef Bonaparte verkreeg desgevraagd keizerlijke instemming met het instellen van zijn nieuwe orde. De jongere broer Napoleon was in feite het hoofd van zijn familie geworden. De keizer schreef zijn broer op 4 mei 1807 dat hij met de instelling van de door Lodewijk Napoleon op 5 juni 1806 ingestelde Koninklijk Hollandse Orde van de Unie niet tevreden was geweest omdat deze te vroeg was ingesteld en de leden niet zorgvuldig genoeg waren uitgekozen. In een brief van 4 mei 1807 sanctioneerde de keizer de Orde van de Beide Siciliën wél.
Het kleinood was een omgekeerde vijfpuntige rode ster met gouden ballen op de punten en een gouden adelaar met gespreide vleugels boven het medaillon. Het medaillon op de voorzijde toonde een gouden paard in galop op een zilveren achtergrond. Op de ring stond "PRO RENOVATA PATRIA" (Latijn: "HET WEER HERSTELDE VADERLAND"). Op de keerzijde was het wapen van Sicilië, de gouden Trinacrie aangebracht. Daar stond "SICIL. REX INSTITUIT" of "JOSEPH NAPOLEON SICIL. REX" op de ring. Als verhoging was een gouden beugelkroon met rode voering aangebracht.
De vijfpuntige rood geëmailleerde zilveren ster droeg de woorden "JOS. NAPOLEO. SICILIARUM REX INSTITUIT" op een blauwe ring en in het medaillon werden twee ineengevlochten groene lauwerkransen afgebeeld. Het ontwerp van de vijfpuntige ster stamt van de schilder en ontwerper Jean-Baptiste Challiot die eerder ook het Legioen van Eer vormgaf en Generaal Mathieu Dumas. Dumas was vrijmetselaar. Koning Jozef was Grootmeester van het Grand Orient de France. Een vijfpuntige ster met vlammen in de armen is in de vrijmetselarij het symbool van kennis. De vijfpuntige ster staat voor de "morele en spirituele autoriteit van de vrijmetselarij".
In de vorm van het versiersel worden, im samenhang met ontwerper en stichter, maçonnieke symbolen herkend.
Er zijn ook ridderkruisen aan blauw-rood-blauw-wit lint met een lelie in plaats van een adelaar bewaard gebleven. Er zijn verschillende uitvoeringen van de insignia bekend.Dat kan aan de leveranciers in Parijs en Napels liggen maar ook aan veranderde regels van de kanselarij van de orde.

## De orde onder Joachim Murat

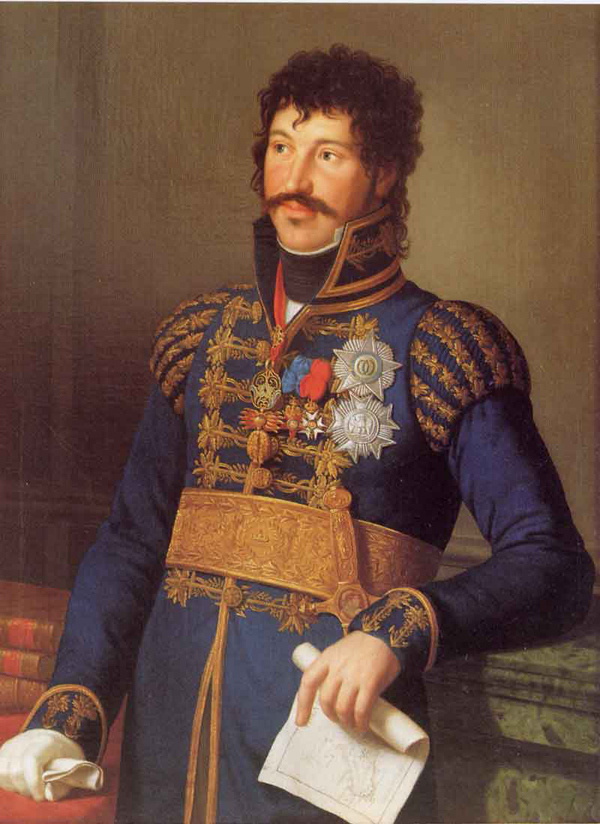
Joachim Murat met de ster van de Orde van de Beide Siciliën

Josephs opvolger, Joachim Murat wijzigde het uiterlijk van de onderscheidingstekens rond 1811. Het randschrift werd "JOACHIM NAPOLEO SICIL REX" of "GIOACCHINO RE DI NAPOLI" en de trinacrie werd vervangen door het gouden portret van Koning Joachim I. Op de keerzijde stond op de ring "PRO RENOVATA PATRIA" en in het medaillon de trinacrie van Sicilië.
Het lint was van gewaterde helderblauwe zijde maar in het Legermuseum in Brussel vinden wij een lint dat blauw-rood-blauw-witte banen heeft en een kleinood met een lelie in plaats van een adelaar.
De achtergrond van het gouden paard en het gouden Siciliaanse wapen wordt door Gritzner beschreven als "zilver" maar is op foto's zwart. Het kan om oxidatie van het zilver gaan.
Op 28 januari 1811 stelde Koning Joachim I een keten in voor de prinsen van zijn huis en dignitartissen die bijzonder verdienstelijk waren geweest. Napoleon I weigerde de hem aangeboden keten. De keten bestaat uit vijftien ronde gouden schakels met door groen geëmailleerde lauwerkransen omvatte provinciewapens en veertien afbeeldingen van twee sirenen die elkaar de handen reiken. Deze wapens zijn zeer vrij weergegeven. De eenentwintigste schakel is veel groter dan de andere schakels en draagt een medaillon met het portret van de koning in wit op een lichtblauw geëmailleerde achtergrond. Het versiersel van de Orde van de Beide Siciliën wordt met een beugel aan deze laatste schakel gedragen.
Murat droeg op portretten het ridderkruis van de Orde vóór dat van het Legioen van Eer. Hij droeg de ster op de ereplaats op zijn linkerborst boven de ster van het Legioen van Eer. In Frankrijk droeg hij, als Frans maarschalk, het Legioen van Eer op de ereplaats.

## De orde onder de Bourbons
De Bourbon-vorsten keerden in 1815 weer terug naar Napels en zij lieten Joachim Murat op 13 oktober 1815 fusilleren. De Orde van de Beide Siciliën werd in eerste instantie in een veranderde vorm aangehouden als Napolitaanse en Siciliaanse onderscheiding. De orde werd op 1 januari 1819 in de bestaande vorm afgeschaft en sindsdien niet meer verleend. De opvolger was de Militaire Orde van Sint-Joris van de Wedervereniging.
In Frankrijk verbood de eveneens op zijn troon van de Bourbons gerestaureerde Lodewijk XVIII het dragen van de Orde van de Beide Siciliën in zijn Koninklijk Besluit van 21 juli 1815.
In 1860 werd het koninkrijk veroverd en geannexeerd door Savoye. De Militaire Orde van Sint-Joris van de Wedervereniging is als dynastieke orde van de Bourbons-Beide Siciliën blijven bestaan.

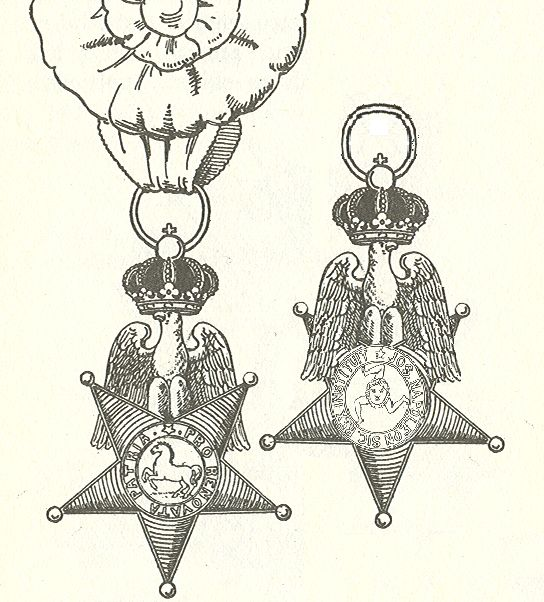
De voor en achterkant van een kleinood ten tijde van Joseph Bonaparte
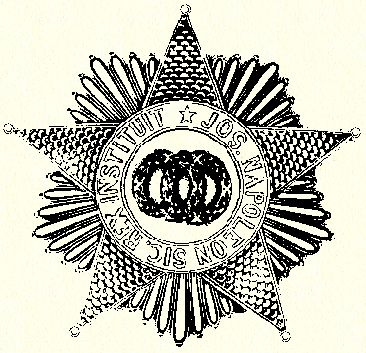
De ster
Wapen van Joachim Murat met de keten van de orde